# Рождественская ёлка в Рокфеллер-центре
Рожде́ственская ёлка в Рокфе́ллер-центре (англ. Rockefeller Center Christmas Tree) — рождественская ёлка, ежегодно устанавливаемая в Рокфеллер-центре в Манхэттене.
Несмотря на то, что официальная история установки рождественских ёлок ведётся с 1933 года, первый раз она была наряжена ещё в 1931 году. Тогда для этих целей рабочие выбрали 6-метровую бальзамическую пихту и украсили её клюквой, бумажными гирляндами и консервными банками. В следующий раз ёлку нарядили только в 1933 году, и с тех пор церемония проводится ежегодно.
Ёлку устанавливают в конце ноября или начале декабря. В последнее время её зажигание транслируется на всю страну в передаче NBC «Рождество в Рокфеллер-центре» (англ. Christmas in Rockefeller Center), показываемой в среду, следующую после Дня благодарения. Подбором ёлки занимается главный флорист Рокфеллер-центра Эрик Позе (англ. Erik Pauzé). Подбор ведётся на протяжении всего года во многих штатах, среди которых Коннектикут, Вермонт, Нью-Йорк и Нью-Джерси. Минимальные требования, предъявляемые к габаритам дерева, — 20 метров в высоту и 10,5 в ширину. Для его перевозки используется специальный раздвижной прицеп, который рассчитан на длину до 38 метров. Напротив небоскрёба Рокфеллер-плаза, 30 (центрального в Рокфеллер-центре) ёлку устанавливают на стальной штырь и закрепляют четырьмя оттяжками. На её освещение уходит от 30 000 разноцветных светодиодов и около 8 километров проводов. На верхушке ёлки с 2004 года устанавливается звезда диаметром почти 3 метра и весом 250 кг производства компании Swarovski.